# タイクアン・ソーントン
タイクアン・ソーントン（Tyquan Thornton、2000年8月7日 - ）は、アメリカ合衆国フロリダ州マイアミ出身のアメリカンフットボール選手。ポジションはワイドレシーバー（WR）。NFLのカンザスシティ・チーフスに所属している。
カレッジフットボールはベイラー大学でプレーし、2022年のNFLドラフトの2巡目全体50位でニューイングランド・ペイトリオッツに指名された。

## 大学以前の経歴
ソーントンはフロリダ州マイアミのブッカー T. ワシントン高校に通っていた。

## 大学時代
彼はもともとフロリダ大学でカレッジフットボールをプレーすることを明言していたが、ベイラー大学でプレーをすることを決めた。
ソーントンは2018年から2022年までのベイラー大学でのキャリアの中で、彼は143回のキャッチで2,242ヤード、19タッチダウンを記録した。

### 大学での成績
| ベイラーベアーズ | ベイラーベアーズ | ベイラーベアーズ | ベイラーベアーズ | ベイラーベアーズ | ベイラーベアーズ | ベイラーベアーズ | ベイラーベアーズ | ベイラーベアーズ | ベイラーベアーズ |
| シーズン         | 出場             | レシービング     | レシービング     | レシービング     | レシービング     | ラッシング       | ラッシング       | ラッシング       | ラッシング       |
| シーズン         | 出場             | 回数             | 獲得ヤード       | 平均獲得ヤード   | TD               | 回数             | 獲得ヤード       | 平均獲得ヤード   | TD               |
| ---------------- | ---------------- | ---------------- | ---------------- | ---------------- | ---------------- | ---------------- | ---------------- | ---------------- | ---------------- |
| 2018             | 13               | 20               | 354              | 17.7             | 3                | 2                | 2                | 1.0              | 0                |
| 2019             | 14               | 45               | 782              | 17.4             | 5                | 0                | 0                | 0.0              | 0                |
| 2020             | 6                | 16               | 158              | 9.9              | 1                | 0                | 0                | 0.0              | 0                |
| 2021             | 14               | 62               | 948              | 15.3             | 10               | 1                | -11              | -11.0            | 0                |
| キャリア         | 47               | 143              | 2,242            | 15.7             | 19               | 3                | -9               | -3.0             | 0                |
| ソース:          |                  |                  |                  |                  |                  |                  |                  |                  |                  |

## プロキャリア

### ニューイングランド・ペイトリオッツ
| 6 ft 2+3⁄8 in (189 cm) | 181 lb (82 kg) | 33+1⁄4 in (84 cm) | 8+1⁄4 in (21 cm) | 4.28 s | 1.41 s | 2.46 s | 4.39 s | 7.25 s | 38.5 in (98 cm) | 10 ft 11 in (3.33 m) |
| Source:                |                |                   |                  |        |        |        |        |        |                 |                      |

2022年のNFLコンバインで、ソーントンは40ヤード走において4.28秒を叩き出し、これは、2022年のコンバインで3番目に速い選手であった 。
ソーントンは、2022年のNFLドラフト2巡目（全体50位）でニューイングランド・ペイトリオッツに指名された。
3シーズンで13試合の先発を含む28試合に出場した後、2024年11月16日、ウェイバー公示にかけられた。

### カンザスシティ・チーフス
2024年11月19日、カンザスシティ・チーフスのプラクティス・スクワッドに加わった。